# Tomoki Muramatsu
Tomoki Muramatsu (村松 知輝 Muramatsu Tomoki?), född 10 juli 1990 i Saitama prefektur, är en japansk fotbollsspelare.
Muramatsu började sin karriär 2013 i Kataller Toyama. 2014 flyttade han till Honda FC.